# Venancio Ziga
Venancio Ziga (Bacacay, 24 maart 1904 - ?) was een Filipijns politicus. Ziga was gouverneur van Albay en afgevaardigde van het 2e kiesdistrict van die provincie.

## Biografie
Venancio Ziga werd geboren op 24 maart 1904 in Bacacay in de Filipijnse provincie Albay. Zijn ouders Engracio Ziga en Petrona Prieto waren landeigenaren in Bicol. Hij behaalde in 1930 een Bachelor of Philosophy aan de University of the Philippines en voltooide in 1937 een bachelor-opleiding rechten aan de University of Santo Tomas. Na zijn afstuderen was hij advocaat. In 1940 werd Ziga gekozen als raadslid van Tabaco. Tijdens de Tweede Wereldoorlog diende als 1e luitenant en later als kapitein in de USAFFE. Ziga raakte gewond in de slag om de rivier Vicente en overleefde de Dodenmars van Bataan. Na de oorlog werd hij in 1946 aangesteld als gouverneur van Albay. Later dat jaar en in 1948 werd hij herkozen, waardoor zijn termijn als gouverneur in 1951 eindigde. In 1961 volgde Ziga zijn vrouw Tecla San Andres-Ziga op als afgevaardigde van het 2e kiesdistrict van Albay. Deze positie bekleedde hij tot 1969.
Ziga trouwde in 1940 met afgevaardigde en senator Tecla Ziga. Hun enige zoon Victor Ziga werd in 1987 in navolging van zijn moeder gekozen in de Filipijnse Senaat.

## Bron
- D. H. Soriano, Isidro L. Retizos, The Philippines Who's who, Who's Who Publishers, 2nd ed. (1981)